# Genesis G80
La Genesis G80 (in coreano: 제네시스 G80 ) è un'autovettura prodotta dalla casa automobilistica coreana Genesis Motor a partire dal 2016.

## Prima generazione (2016-2020)

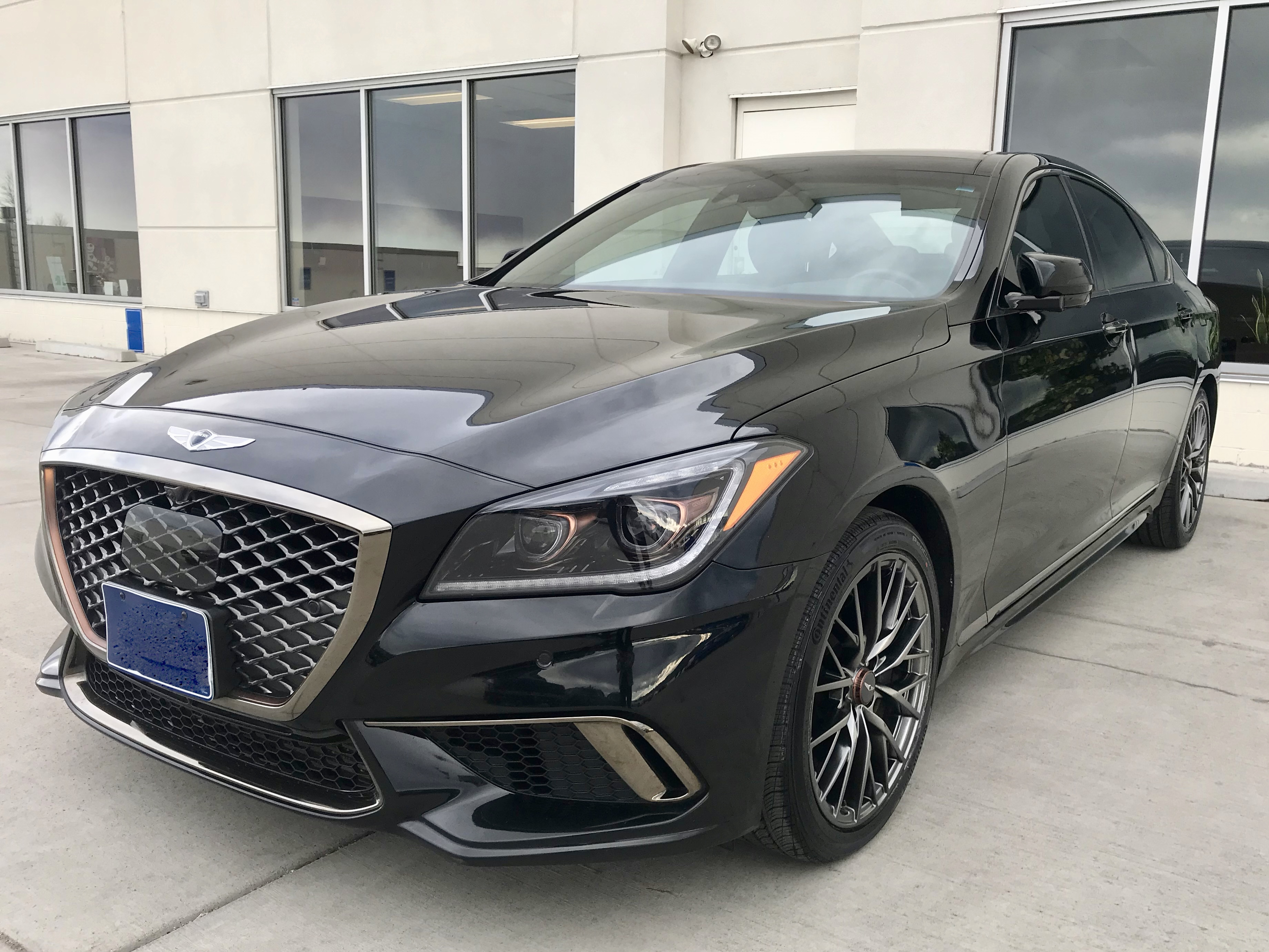
G80 Sport

La vettura è una berlina a 3 volumi di fascia medio-alta, con la classica impostazione motore anteriore/longitudinale e trazione posteriore. Tutte le versioni hanno di serie il cambio automatico a otto rapporti Shiftronic. La G80 è disponibile sia a trazione posteriore che integrale (HTRAC).
Originariamente creata come
seconda generazione della Hyundai Genesis nel 2016, è stata successivamente rimarchiata G80 dopo la creazione del brand Genesis.
Il veicolo è stato presentato al North American International Auto Show 2016 e in seguito al Busan Motor Show 2016. I modelli per il mercato coreano sono stati messi in vendita a luglio 2016. Al debutto la vettura era disponibile con i motori V6 benzina da 3.3, 3.3 HTRAC e 3.8 litri. Le vendite nel mercato statunitense sono iniziate a settembre 2016, dove alla gamma motori si è aggiunta il V8 da 5.0 litri. Le vendite sul mercato russo sono iniziate 2017, spinta da un motore turbo da 2,0 litri con 240 CV dotato di un cambio automatico a otto velocità e trazione integrale. 
Nel 2016 è stata presentata la Genesis G80 Sport, abbinata a un motore V6 da 3,3 litri biturbo da 272 kW (365 CV); esteticamente presentava paraurti ridisegnati, scarico a quattro uscite, cerchi dal disegno specifico da 19 pollici e una griglia anteriore con trama a maglie.
La Genesis G80 viene prodotta a Ulsan in Corea del Sud. Tra il 2015 e il 2018 le vendite mondiali della G80 sono state di 127 283 esemplari. Negli Stati Uniti sono state vendute 6 166 unità nel 2016, 16 214 unità nel 2017 e 7 663 unità nel 2018.
A febbraio 2018 in Corea del Sud è stata introdotta una versione spinta da un motore turbodiesel da 2,2 litri con 149 kW (203 CV).

## Seconda generazione (2020-)

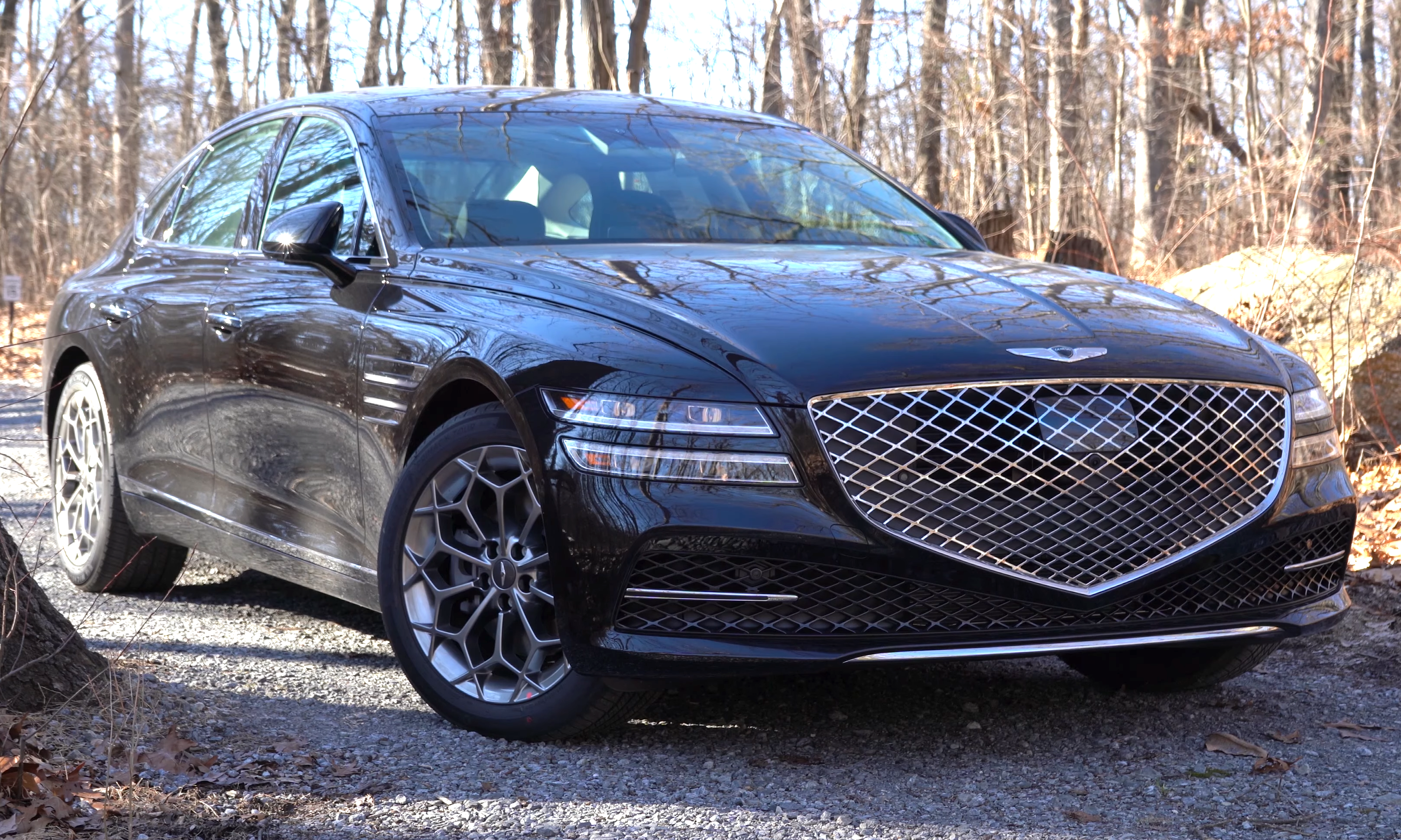
G80 seconda serie

Ad inizio 2020 è stata presentata la seconda generazione, con nome in codice RG3. È stata svelata ufficialmente tramite un evento in live streaming online il 30 marzo 2020. Al lancio sono disponibili tre motorizzazioni: un turbo a benzina da 2,5 litri, un biturbo V6 da 3,5 litri o un turbodiesel da 2,2 litri. I maggiori  
cambiamenti si notano agli interni e soprattutto nella carrozzeria, che segue i nuovi stilemi introdotti sulla GV80, caratterizzati da un'ampia griglia frontale cromata dalla forma a diamante, fari sia posteriore che anteriore costituiti di due strisce di LED per ogni fanale.

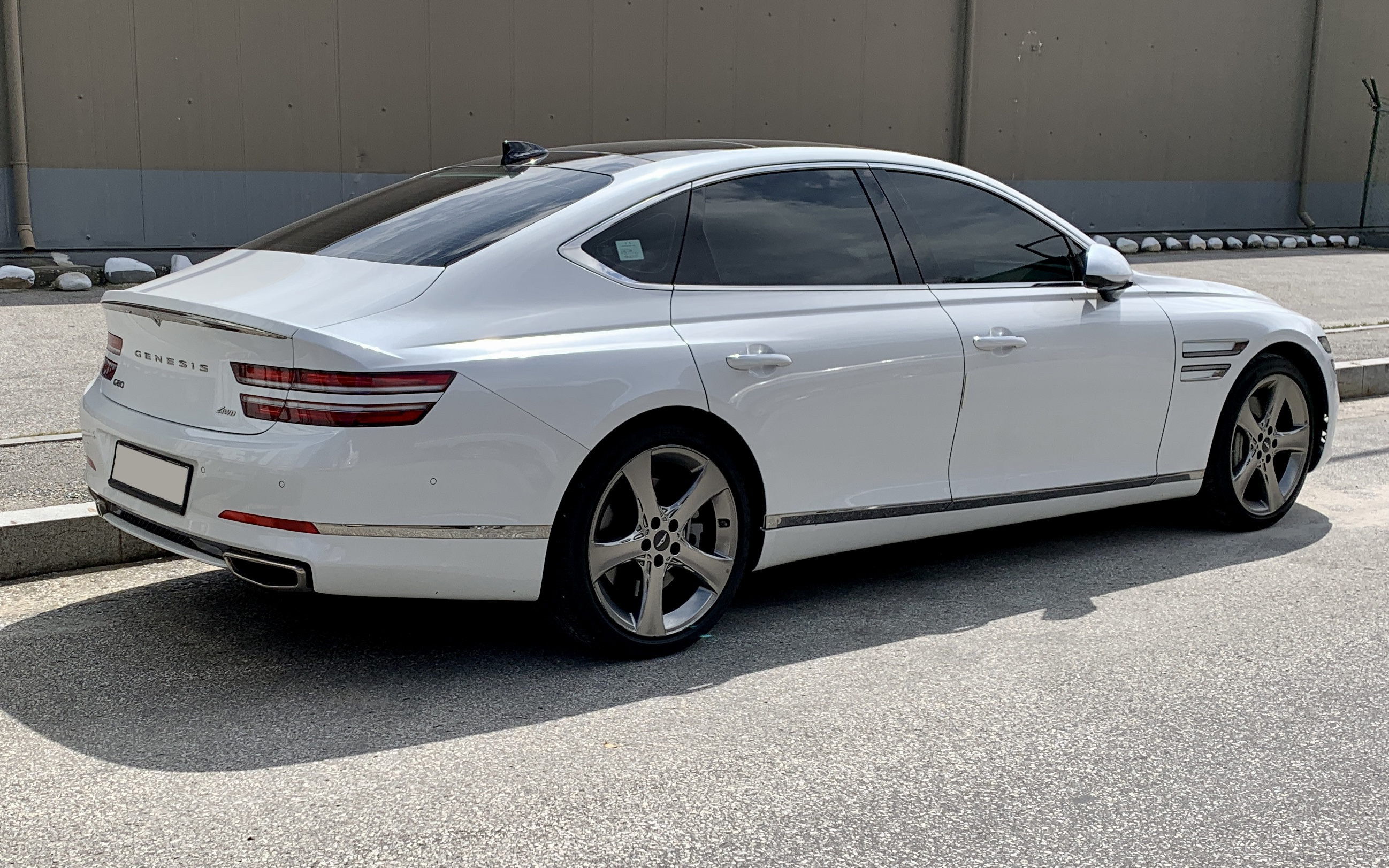
Retro II serie

Al Salone di Shanghai il 19 aprile 2021, ha fatto la sua prima apparizione la versione elettrica chiamata Electrified G80. Disponibile solo in configurazione con doppio motore e trazione integrale, si caratterizza per l'interno realizzato con materiali naturali e riciclati: pelle realizzata con tintura naturale (sedili, console e braccioli dei sedili posteriori), legno di scarto prodotto dopo la fabbricazione di mobili e cuciture realizzate utilizzando filato proveniente bottiglie di plastica.
L'Electrified G80 è dotata del Disconnector Actuator System (DAS), del Active Noise Control-Road (ANC-R), sospensioni a controllo elettronico (Pre-view ECS) con predizione del percorso attraverso il navigatore satellitare, un tetto con pannelli fotovoltaici, il protocollo Vehicle to Load (V2L) e un sistema di ricarica rapida da 400/800V.